# ستانلي فوستر ريد
ستانلي فوستر ريد (بالإنجليزية: Stanley Foster Reed)‏ هو رائد أعمال أمريكي، ولد في 28 سبتمبر 1917 في بوغوتا في الولايات المتحدة، وتوفي في 25 أكتوبر 2007.